# Derrière l'amour
Albums de Johnny Hallyday
La terre promise
(1975) In italiano
(1976)
Singles
1. (SP) Requiem pour un fou - Les chiens de paille
Sortie : 10 février 1976
2. (SP) Derrière l'amour - Joue pas de rock'n'roll pour moi
Sortie : 9 juin 1976
3. (SP) Gabrielle - Né pour vivre sans amour
Sortie : 3 septembre 1976

Derrière l'amour est le 21e album studio de Johnny Hallyday, il sort le 23 juin 1976.
L'album est réalisé par Jacques Revaux.

## Historique
Derrière l'amour marque des changements artistiques importants dans la carrière de Johnny Hallyday, à commencer par l'arrivée de Jacques Revaux en tant que directeur artistique (les deux hommes ont déjà travaillé ensemble, entre 1966 et 1969, période durant laquelle, ils ont écrit quelques chansons). Sous sa houlette, la musique d'Hallyday se fait plus européenne et scelle la fin de la période londonienne du chanteur, où depuis 1966 il a enregistré à Londres l'essentiel de ses albums (avec toutefois nombre de sessions à Paris, mais aussi Los Angeles (1972), Rome (1974), et plus récemment en 1975, Memphis et Nashville).
Enregistré à Boulogne-Billancourt au Studio 92, l'opus contient un grand nombre de créations originales, incisives, contemporaines, dites de « variétés », genre qu'elles renouvellent. Elles s'avèrent être de grands succès en devenir et permettent à Hallyday de toucher un public nouveau et d'augmenter en popularité.
L'album éclectique, propose également son lot de rock : Joue pas de rock’n’roll pour moi, Gabrielle, L'étranger, Les Chiens de paille, Le jour J, l'heure H. Ce dernier, ainsi que Le Ghetto, écrit en 1966 et pressenti pour l'album La génération perdue, n'ont finalement pas été enregistrés et ont été oubliés durant dix ans.
Joue pas de rock'n'roll pour moi s'imposera sur scène à diverses occasions, quant à Gabrielle depuis sa création à la scène, à l'automne 1976, au Palais des sports de Paris, elle n'a plus quitté le répertoire de son interprète. Avec Requiem pour un fou et Derrière l'amour les deux autres et premiers succès issus de l'album, elle s'inscrit parmi les standards de Johnny Hallyday.
Derrière l'amour est la plus grosse vente d'album de Johnny Hallyday aux cours des années 1970.

## Autour de l'album
- Référence originale : 33 tours Philips 9101064

Les 45 tours extraits de l'album :
- février : Requiem pour un fou - Les chiens de paille - Référence originale : Philips 6042122
- 9 juin : Derrière l'amour - Joue pas de rock'n'roll pour moi - Référence originale : Philips 6042160
- septembre : Gabrielle - Merci - Référence originale : Philips 6837334 promo hors-commerce
- septembre : Gabrielle - Né pour vivre sans amour - Référence originale : Philips 6042 92

Édition CD en 2000 en fac-similé - Référence originale : Mercury Universal Philips 546 984-2
14 octobre 2016 sortie de l'édition 40e anniversaire de l'album sous différents formats :
- 33 tours Derrière l'amour nouveau Mix 2016 Mercury Universal 5375356 (11 titres)
- double album vinyle Mercury Universal 5372298 (13 titres)
- Livre CD (3) référence originale Mercury Universal 5372288 (l'édition propose également la réédition du double album live de 1976 Johnny Hallyday Story - Palais des sports
- Édition limitée et numérotée (à 2 200 exemplaires), double vinyle, triple CD, DVD Mercury Universal 5372301 (inclus l'édition inédite en DVD du spectacle au Palais des sports de Paris de l'automne 1976, filmé par Bernard Lion pour la télévision)

## Titres
| 1.  | Le jour J, l'heure H (A)                                                   | Ralph Bernet, René Maitre              | Jacques Revaux                  | 3:28 |
| 2.  | Rendez-vous en enfer (B)                                                   | Michel Mallory                         | Gérard Layani                   | 3:57 |
| 3.  | Merci (Tender Memory) (B)                                                  | Gilles Thibaut (adaptation)            | Will Jennings, Tom Jans (en)    | 4:02 |
| 4.  | Joue pas de rock’n’roll pour moi (Don't Play Your Rock 'n' Roll to Me) (B) | Long Chris (adaptation)                | Nicky Chinn, Mike Chapman       | 3:28 |
| 5.  | Requiem pour un fou (C)                                                    | Gilles Thibaut                         | Gérard Layani                   | 4:49 |
| 6.  | Gabrielle (The King Is Dead) (B)                                           | Long Chris, Patrick Larue (adaptation) | Tony Cole (musician) (en)       | 2:50 |
| 7.  | Le ghetto (D)                                                              | Ralph Bernet                           | Jacques Revaux                  | 2:58 |
| 8.  | L'étranger (I'm A Ramblin' Man) (B)                                        | Long Chris (adaptation)                | Ray Pennington                  | 3:06 |
| 9.  | Derrière l'amour (D)                                                       | Pierre Delanoë                         | Toto Cutugno                    | 4:40 |
| 10. | Les Chiens de paille (C)                                                   | Gilles Thibaut                         | Gérard Layani                   | 3:55 |
| 11. | Né pour vivre sans amour (E)                                               | Johnny Hallyday, Michel Mallory        | Johnny Hallyday, Michel Mallory | 2:55 |

### L'édition du40eanniversaire (2016)
En 2016, Mercury Universal à l'occasion du 40e anniversaire de la sortie de l'album, réédite le disque avec un nouveau mixage en incluant les prises complètes et inédites pour sept des onze titres de l'opus. L'édition propose également (en titres bonus), la prise complète de la chanson (resté inédite jusqu'en 2012) Je suis nu, je suis mort et une version alternative de Requiem pour un fou.
| 1.  | Le jour J, l'heure H (prise complète)                                                   | 4:25 |
| 2.  | Rendez-vous en enfer (prise complète)                                                   | 4:32 |
| 3.  | Merci (Tender Memory)                                                                   | 4:02 |
| 4.  | Joue pas de rock’n’roll pour moi (prise complète) (Don't Play Your Rock 'n' Roll to Me) | 4:17 |
| 5.  | Requiem pour un fou                                                                     | 4:49 |
| 6.  | Gabrielle (prise complète) (The king is dead)                                           | 3:11 |
| 7.  | Le ghetto (prise complète)                                                              | 3:08 |
| 8.  | L'étranger (prise complète) (I'm A Ramblin' Man)                                        | 3:25 |
| 9.  | Derrière l'amour                                                                        | 4:40 |
| 10. | Les Chiens de paille (prise complète)                                                   | 4:24 |
| 11. | Né pour vivre sans amour                                                                | 2:55 |

Titres bonus :
| No  | Titre                                             | Paroles        | Musique       | Durée |
| --- | ------------------------------------------------- | -------------- | ------------- | ----- |
| 12. | Je suis nu, je suis mort (prise complète)         | Serge Lama     | Alice Dona    | 3:36  |
| 13. | Requiem pour un fou (version alternative inédite) | Gilles Thibaut | Gérard Layani | 4:48  |

## Musiciens
- orchestre Raymond Donnez (+ arrangements) : A
- orchestre Benoît Kaufman (+ arrangements) : B
- orchestre Roger Loubet (+ arrangements) : C
- orchestre René Pratx (+ arrangements) : D
- orchestre Jean-Pierre Azoulay (+ arrangements) : E

Ingénieur du son : Roland Guillotel

## Classements hebdomadaires
| Classement (2000) | Meilleure position |
| ----------------- | ------------------ |
| France (SNEP)     | 32                 |

| Classement (2016-17)         | Meilleure position |
| ---------------------------- | ------------------ |
| Belgique (Wallonie Ultratop) | 55                 |
| France (SNEP)                | 42                 |